# Tanguiéta (arrondissement)
Tanguiéta est un arrondissement du département de Atacora au Bénin.

## Géographie
Tanguieta  est une division administrative sous la juridiction de la commune de Tanguiéta ,.

## Démographie
Selon le recensement de la population effectué par l'Institut National de la Statistique Bénin en 2013, Tanguiéta  compte 27094 habitants pour une population masculine de 13044 contre 14050 femmes pour un ménage de 4614.